# Élections législatives de 2022 dans l'Oise
Les élections législatives françaises de 2022 se déroulent les 12 et 19 juin 2022. Dans le département de l'Oise, sept députés sont à élire dans le cadre de sept circonscriptions.

## Contexte

### Résultats de l'élection présidentielle de 2022 par circonscription
| Circonscription | 1er tour | 1er tour | 1er tour | 1er tour | 1er tour  | 1er tour |         | 2d tour | 2d tour | 2d tour | 2d tour |
| Circonscription | Macron   | +/-      | Le Pen   | +/-      | Mélenchon | +/-      | Macron  | +/-     | Le Pen  | +/-     |         |
| --------------- | -------- | -------- | -------- | -------- | --------- | -------- | ------- | ------- | ------- | ------- | ------- |
| Circonscription |          |          |          |          |           |          |         |         |         |         |         |
| 1re             | 23,87 %  | 4,86     | 37,36 %  | 2,67     | 16,54 %   | 0,17     | 43,18 % | 5,79    | 56,82 % | 5,79    |         |
| 2e              | 23,56 %  | 5,58     | 37,58 %  | 2,57     | 15,68 %   | 0,21     | 42,32 % | 5,59    | 57,68 % | 5,59    |         |
| 3e              | 20,92 %  | 2,15     | 29,47 %  | 0,11     | 28,56 %   | 5,25     | 49,39 % | 6,82    | 50,61 % | 6,82    |         |
| 4e              | 29,06 %  | 6,93     | 26,15 %  | 1,1      | 16,12 %   | 1,56     | 54,05 % | 5,74    | 45,95 % | 5,74    |         |
| 5e              | 24,73 %  | 3,77     | 30,90 %  | 0,93     | 19,62 %   | 1,97     | 48,84 % | 5,94    | 51,16 % | 5,94    |         |
| 6e              | 25,27 %  | 5,2      | 32,60 %  | 2        | 17,02 %   | 0,34     | 46,88 % | 6,24    | 53,12 % | 6,24    |         |
| 7e              | 21,49 %  | 1,97     | 31,91 %  | 0,48     | 23,63 %   | 2,95     | 46,29 % | 6,27    | 53,71 % | 6,27    |         |

## Système électoral
Les élections législatives ont lieu au scrutin uninominal majoritaire à deux tours dans des circonscriptions uninominales.
Est élu au premier tour le candidat qui réunit la majorité absolue des suffrages exprimés et un nombre de voix au moins égal au quart (25 %) des électeurs inscrits dans la circonscription. Si aucun des candidats ne satisfait ces conditions, un second tour est organisé entre les candidats ayant réuni un nombre de voix au moins égal à un huitième des inscrits (12,5 %) ; les deux candidats arrivés en tête du premier tour se maintiennent néanmoins par défaut si un seul ou aucun d'entre eux n'a atteint ce seuil. Au second tour, le candidat arrivé en tête est déclaré élu.
Le seuil de qualification basé sur un pourcentage du total des inscrits et non des suffrages exprimés rend plus difficile l'accès au second tour lorsque l'abstention est élevée. Le système permet en revanche l'accès au second tour de plus de deux candidats si plusieurs d'entre eux franchissent le seuil de 12,5 % des inscrits. Les candidats en lice au second tour peuvent ainsi être trois, un cas de figure appelé « triangulaire ». Les second tours où s'affrontent quatre candidats, appelés « quadrangulaire » sont également possibles, mais beaucoup plus rares.

### Partis et nuances
Les résultats des élections sont publiés en France par le ministère de l'Intérieur, qui classe les partis en leur attribuant des nuances politiques. Ces dernières sont décidées par les préfets, qui les attribuent indifféremment de l'étiquette politique déclarée par les candidats, qui peut être celle d'un parti ou une candidature sans étiquette.
En 2022, seules les coalitions Ensemble (ENS) et Nouvelle Union populaire écologique et sociale (NUP), ainsi que le Parti radical de gauche (RDG), l'Union des démocrates et indépendants (UDI), Les Républicains (LR), le Rassemblement national (RN) et Reconquête (REC) se voient attribuer  une nuance propre,,.
Tous les autres partis se voient attribuer l'une ou l'autre des nuances suivantes : DXG (divers extrême gauche), DVG (divers gauche), ECO (écologiste), REG (régionaliste), DVC (divers centre), DVD (divers droite), DSV (droite souverainiste) et DXD (divers extrême droite). Des partis comme Debout la France ou Lutte ouvrière ne disposent ainsi pas de nuance propre, et leurs résultats nationaux ne sont pas publiés séparément par le ministère, car mélangés avec d'autres partis (respectivement dans les nuances DSV et DXG),.

## Résultats

### Élus
| Circonscription | Député sortant         | Parti ou nuance | Parti ou nuance | Groupe    | Député élu ou réélu    | Parti ou nuance | Parti ou nuance | Groupe |
| --------------- | ---------------------- | --------------- | --------------- | --------- | ---------------------- | --------------- | --------------- | ------ |
| 1re             | Victor Habert-Dassault |                 | LR              | LR        | Victor Habert-Dassault |                 | LR              | LR     |
| 2e              | Agnès Thill            |                 | UDI             | UDI       | Philippe Ballard       |                 | RN              | RN     |
| 3e              | Pascal Bois            |                 | LREM            | LREM      | Alexandre Sabatou      |                 | LAF - RN        | RN     |
| 4e              | Éric Woerth            |                 | DVD             | app. LREM | Éric Woerth            |                 | LREM            | RE     |
| 5e              | Pierre Vatin           |                 | LR              | LR        | Pierre Vatin           |                 | LR              | LR     |
| 6e              | Carole Bureau-Bonnard  |                 | LREM            | LREM      | Michel Guiniot         |                 | RN              | RN     |
| 7e              | Maxime Minot           |                 | LR              | LR        | Maxime Minot           |                 | LR              | LR     |

### Taux de participation
| Taux de participation | 1er tour | 1er tour | 1er tour   | 2d tour | 2d tour | 2d tour    | Différence entre les deux tours |
| Taux de participation | En 2017  | En 2022  | Différence | En 2017 | En 2022 | Différence | Différence entre les deux tours |
| --------------------- | -------- | -------- | ---------- | ------- | ------- | ---------- | ------------------------------- |
| À midi                | 20,10 %  | 19,05 %  | 1,05       | 19,97 % | 17,86 % | 2,11       | 1,19                            |
| À 17 heures           | 42,61 %  | 43,73 %  | 1,12       | 37,73 % | 39,43 % | 1,7        | 4,3                             |
| Final                 | 47,94 %  | 46,91 %  | 1,03       | 42,52 % | 45,01 % | 2,49       | 1,9                             |

### Résultats à l'échelle du département

#### Résultats par coalition
| Parti et coalition                                           | Parti et coalition                                           | Parti et coalition                    | Premier tour | Premier tour | Premier tour | Second tour   | Second tour   | Second tour | Total Sièges  | +/-           |  |
| Parti et coalition                                           | Parti et coalition                                           | Parti et coalition                    | Voix         | %            | Sièges       | Voix          | %             | Sièges      | Total Sièges  | +/-           |  |
| ------------------------------------------------------------ | ------------------------------------------------------------ | ------------------------------------- | ------------ | ------------ | ------------ | ------------- | ------------- | ----------- | ------------- | ------------- |  |
|                                                              |                                                              | Rassemblement national (RN)           | 63 421       | 24,37        | 0            | 83 418        | 35,45         | 2           | 2             | 2             |  |
|                                                              | L'Avenir français - Rassemblement national (LAF - RN)        | 9 031                                 | 3,47         | 0            | 14 066       | 5,98          | 1             | 1           | Nv            |               |  |
| Total Rassemblement national et alliés (RN)                  | Total Rassemblement national et alliés (RN)                  | 72 452                                | 27,84        | 0            | 97 484       | 41,43         | 3             | 3           | 3             |               |  |
|                                                              |                                                              | La France insoumise (LFI)             | 22 304       | 8,57         | 0            | 12 769        | 5,43          | 0           | 0             | en stagnation |  |
|                                                              | Parti communiste français (PCF)                              | 9 275                                 | 3,56         | 0            | 14 058       | 5,97          | 0             | 0           | en stagnation |               |  |
|                                                              | Europe Écologie Les Verts (EELV)                             | 7 298                                 | 2,80         | 0            |              |               |               | 0           | en stagnation |               |  |
|                                                              | Génération.s (G.s)                                           | 7 281                                 | 2,80         | 0            | 0            | Nv            |               |             |               |               |  |
|                                                              | Parti socialiste (PS)                                        | 6 475                                 | 2,49         | 0            | 0            | en stagnation |               |             |               |               |  |
| Total Nouvelle Union populaire écologique et sociale (NUPES) | Total Nouvelle Union populaire écologique et sociale (NUPES) | 52 633                                | 20,23        | 0            | 26 827       | 11,40         | 0             | 0           | en stagnation |               |  |
|                                                              |                                                              | La République en marche (LREM)        | 38 213       | 14,69        | 0            | 36 659        | 15,58         | 1           | 1             | 2             |  |
|                                                              | Horizons (H)                                                 | 13 745                                | 5,28         | 0            | 16 974       | 7,21          | 0             | 0           | Nv            |               |  |
| Total Ensemble (ENS)                                         | Total Ensemble (ENS)                                         | 51 958                                | 19,97        | 0            | 53 633       | 22,79         | 1             | 1           | 2             |               |  |
|                                                              |                                                              | Les Républicains (LR)                 | 44 085       | 16,94        | 0            | 57 352        | 24,37         | 3           | 3             | 1             |  |
|                                                              | Union des démocrates et indépendants (UDI)                   | 3 545                                 | 1,36         | 0            |              |               |               | 0           | en stagnation |               |  |
| Total Union de la droite et du centre (UDC)                  | Total Union de la droite et du centre (UDC)                  | 47 630                                | 18,30        | 0            | 57 352       | 24,37         | 3             | 3           | 1             |               |  |
|                                                              | Reconquête (REC)                                             | Reconquête (REC)                      | 10 550       | 4,05         | 0            |               |               |             | 0             | Nv            |  |
|                                                              | Parti animaliste (PA)                                        | Parti animaliste (PA)                 | 5 307        | 2,04         | 0            | 0             | Nv            |             |               |               |  |
|                                                              |                                                              | Debout la France (DLF)                | 2 124        | 0,82         | 0            | 0             | en stagnation |             |               |               |  |
|                                                              | Les Patriotes (LP)                                           | 1 317                                 | 0,51         | 0            | 0            | Nv            |               |             |               |               |  |
| Total Union pour la France (UPF)                             | Total Union pour la France (UPF)                             | 3 441                                 | 1,32         | 0            | 0            | en stagnation |               |             |               |               |  |
|                                                              | Lutte ouvrière (LO)                                          | Lutte ouvrière (LO)                   | 3 314        | 1,27         | 0            | 0             | en stagnation |             |               |               |  |
|                                                              | Dissidents Les Républicains                                  | Dissidents Les Républicains           | 2 685        | 1,03         | 0            | 0             | en stagnation |             |               |               |  |
|                                                              |                                                              | Alliance centriste (AC)               | 2 583        | 0,99         | 0            | 0             | Nv            |             |               |               |  |
| Total Les écologistes avec la majorité présidentielle (ÉMP)  | Total Les écologistes avec la majorité présidentielle (ÉMP)  | 2 583                                 | 0,99         | 0            | 0            | Nv            |               |             |               |               |  |
|                                                              | Les Centristes (LC) - hors accord UDC                        | Les Centristes (LC) - hors accord UDC | 2 013        | 0,77         | 0            | 0             | Nv            |             |               |               |  |
|                                                              | Écologie au centre (ÉAC)                                     | Écologie au centre (ÉAC)              | 1 468        | 0,56         | 0            | 0             | en stagnation |             |               |               |  |
|                                                              | Dissidents NUPES                                             | Dissidents NUPES                      | 942          | 0,36         | 0            | 0             | Nv            |             |               |               |  |
|                                                              |                                                              | L'Engagement (ENG)                    | 891          | 0,34         | 0            | 0             | Nv            |             |               |               |  |
| Total Fédération de la gauche républicaine (FGR)             | Total Fédération de la gauche républicaine (FGR)             | 891                                   | 0,34         | 0            | 0            | Nv            |               |             |               |               |  |
|                                                              | Parti radical de gauche (PRG)                                | Parti radical de gauche (PRG)         | 755          | 0,29         | 0            | 0             | en stagnation |             |               |               |  |
|                                                              | Dissidents Ensemble                                          | Dissidents Ensemble                   | 720          | 0,28         | 0            | 0             | Nv            |             |               |               |  |
|                                                              | Place publique (PP)                                          | Place publique (PP)                   | 305          | 0,12         | 0            | 0             | Nv            |             |               |               |  |
|                                                              | Le Peuple de France (PDF)                                    | Le Peuple de France (PDF)             | 208          | 0,08         | 0            | 0             | Nv            |             |               |               |  |
|                                                              |                                                              | République souveraine (RS)            | 25           | 0,01         | 0            | 0             | Nv            |             |               |               |  |
| Total La Raison du peuple (LRDP)                             | Total La Raison du peuple (LRDP)                             | 25                                    | 0,01         | 0            | 0            | Nv            |               |             |               |               |  |
|                                                              | Sans étiquette (SE)                                          | Sans étiquette (SE)                   | 328          | 0,13         | 0            | 0             | en stagnation |             |               |               |  |
|                                                              |                                                              |                                       |              |              |              |               |               |             |               |               |  |
| Suffrages exprimés                                           | Suffrages exprimés                                           | Suffrages exprimés                    | 260 208      | 98,06        |              | 235 296       | 92,39         |             |               |               |  |
| Votes blancs                                                 | Votes blancs                                                 | Votes blancs                          | 3 710        | 1,40         | 14 695       | 5,77          |               |             |               |               |  |
| Votes nuls                                                   | Votes nuls                                                   | Votes nuls                            | 1 448        | 0,55         | 4 689        | 1,84          |               |             |               |               |  |
| Total                                                        | Total                                                        | Total                                 | 265 366      | 100          | 0            | 254 680       | 100           | 7           | 7             | en stagnation |  |
| Abstentions                                                  | Abstentions                                                  | Abstentions                           | 300 275      | 53,09        |              | 311 090       | 54,99         |             |               |               |  |
| Inscrits/Participation                                       | Inscrits/Participation                                       | Inscrits/Participation                | 565 641      | 46,91        | 565 770      | 45,01         |               |             |               |               |  |

#### Résultats par nuance
| Nuance                 | Nuance                                         | Nuance                 | Premier tour | Premier tour | Premier tour | Second tour | Second tour   | Second tour | Total Sièges | +/-           |
| Nuance                 | Nuance                                         | Nuance                 | Voix         | %            | Sièges       | Voix        | %             | Sièges      | Total Sièges | +/-           |
| ---------------------- | ---------------------------------------------- | ---------------------- | ------------ | ------------ | ------------ | ----------- | ------------- | ----------- | ------------ | ------------- |
|                        | Rassemblement national                         | RN                     | 72 452       | 27,84        | 0            | 97 484      | 41,43         | 3           | 3            | 3             |
|                        | Nouvelle Union populaire écologique et sociale | NUP                    | 52 633       | 20,23        | 0            | 26 827      | 11,40         | 0           | 0            | en stagnation |
|                        | Ensemble !                                     | ENS                    | 51 958       | 19,97        | 0            | 53 633      | 22,79         | 1           | 1            | 2             |
|                        | Les Républicains                               | LR                     | 44 085       | 16,94        | 0            | 57 352      | 24,37         | 3           | 3            | 1             |
|                        | Reconquête                                     | REC                    | 10 550       | 4,05         | 0            |             |               |             | 0            | en stagnation |
|                        | Écologiste                                     | ECO                    | 7 905        | 3,04         | 0            | 0           | en stagnation |             |              |               |
|                        | Divers droite                                  | DVD                    | 4 838        | 1,86         | 0            | 0           | en stagnation |             |              |               |
|                        | Union des démocrates et indépendants           | UDI                    | 3 545        | 1,36         | 0            | 0           | en stagnation |             |              |               |
|                        | Droite souverainiste                           | DSV                    | 3 466        | 1,33         | 0            | 0           | en stagnation |             |              |               |
|                        | Divers extrême gauche                          | DXG                    | 3 314        | 1,27         | 0            | 0           | en stagnation |             |              |               |
|                        | Divers centre                                  | DVC                    | 3 303        | 1,27         | 0            | 0           | Nv            |             |              |               |
|                        | Divers gauche                                  | DVG                    | 1 196        | 0,46         | 0            | 0           | en stagnation |             |              |               |
|                        | Parti radical de gauche                        | RDG                    | 755          | 0,29         | 0            | 0           | en stagnation |             |              |               |
|                        | Divers extrême droite                          | DXD                    | 208          | 0,08         | 0            | 0           | en stagnation |             |              |               |
|                        |                                                |                        |              |              |              |             |               |             |              |               |
| Suffrages exprimés     | Suffrages exprimés                             | Suffrages exprimés     | 260 208      | 98,06        |              | 235 296     | 92,39         |             |              |               |
| Votes blancs           | Votes blancs                                   | Votes blancs           | 3 710        | 1,40         | 14 695       | 5,77        |               |             |              |               |
| Votes nuls             | Votes nuls                                     | Votes nuls             | 1 448        | 0,55         | 4 689        | 1,84        |               |             |              |               |
| Total                  | Total                                          | Total                  | 265 366      | 100          | 0            | 254 680     | 100           | 7           | 7            | en stagnation |
| Abstentions            | Abstentions                                    | Abstentions            | 300 275      | 53,09        |              | 311 090     | 54,99         |             |              |               |
| Inscrits/Participation | Inscrits/Participation                         | Inscrits/Participation | 565 641      | 46,91        | 565 770      | 45,01       |               |             |              |               |

### Cartes

Nuance politique des candidats arrivés en tête dans chaque commune au 1er tour.
Nuance politique des candidats arrivés en tête dans chaque commune au 2e tour.

### Résultats par circonscription

#### Première circonscription
Député sortant : Victor Habert-Dassault (Les Républicains).
| Candidat,                | Candidat,                | Parti et coalition       | Nuance                   | Premier tour | Premier tour | Second tour | Second tour |
| Candidat,                | Candidat,                | Parti et coalition       | Nuance                   | Voix         | %            | Voix        | %           |
| ------------------------ | ------------------------ | ------------------------ | ------------------------ | ------------ | ------------ | ----------- | ----------- |
|                          | Victor Habert-Dassault   | LR (UDC)                 | LR                       | 12 692       | 32,46        | 20 480      | 58,34       |
|                          | David Magnier            | RN                       | RN                       | 10 780       | 27,57        | 14 625      | 41,66       |
|                          | Roxane Lundy             | G·s (NUPES)              | NUP                      | 7 281        | 18,62        |             |             |
|                          | Aurélie Joly             | LREM (ENS)               | ENS                      | 5 019        | 12,84        |             |             |
|                          | Norbert Depresles        | REC                      | REC                      | 988          | 2,53         |             |             |
|                          | Axelle Latrasse          | EÉLV diss.               | ECO                      | 942          | 2,41         |             |             |
|                          | Lucien Cavelier          | PA                       | ECO                      | 560          | 1,43         |             |             |
|                          | Jean-Philippe Fruitier   | LO                       | DXG                      | 463          | 1,18         |             |             |
|                          | Jimmy Leboucher          | LP (UPF)                 | DSV                      | 376          | 0,96         |             |             |
|                          |                          |                          |                          |              |              |             |             |
| Votes valides            | Votes valides            | Votes valides            | Votes valides            | 39 101       | 98,32        | 35 105      | 93,42       |
| Votes blancs             | Votes blancs             | Votes blancs             | Votes blancs             | 454          | 1,14         | 1 810       | 4,82        |
| Votes nuls               | Votes nuls               | Votes nuls               | Votes nuls               | 215          | 0,54         | 662         | 1,76        |
| Total                    | Total                    | Total                    | Total                    | 39 770       | 100          | 37 577      | 100         |
| Abstention               | Abstention               | Abstention               | Abstention               | 43 338       | 52,15        | 45 554      | 54,80       |
| Inscrits / participation | Inscrits / participation | Inscrits / participation | Inscrits / participation | 83 108       | 47,85        | 83 131      | 45,20       |

#### Deuxième circonscription
Député sortant : Agnès Thill (Union des démocrates et indépendants).
| Candidat,                | Candidat,                | Parti et coalition       | Nuance                   | Premier tour | Premier tour | Second tour | Second tour |
| Candidat,                | Candidat,                | Parti et coalition       | Nuance                   | Voix         | %            | Voix        | %           |
| ------------------------ | ------------------------ | ------------------------ | ------------------------ | ------------ | ------------ | ----------- | ----------- |
|                          | Philippe Ballard         | RN                       | RN                       | 14 440       | 34,92        | 21 451      | 55,83       |
|                          | Chanez Herbanne          | H (ENS)                  | ENS                      | 8 900        | 21,53        | 16 974      | 44,17       |
|                          | Annick Prévot            | LFI (NUPES)              | NUP                      | 6 536        | 15,81        |             |             |
|                          | Agnès Thill              | UDI (UDC)                | UDI                      | 3 545        | 8,57         |             |             |
|                          | Ludovic Castanié         | LR diss.                 | DVD                      | 2 685        | 6,49         |             |             |
|                          | Benjamin Fougère         | REC                      | REC                      | 1 260        | 3,05         |             |             |
|                          | Odile Leperre-Verrier    | PRG                      | RDG                      | 755          | 1,83         |             |             |
|                          | Mohrad Laghrari          | LREM diss.               | DVC                      | 720          | 1,74         |             |             |
|                          | Didier Rols              | PA                       | ECO                      | 642          | 1,55         |             |             |
|                          | Mohamed El Aiyate        | EAC                      | ECO                      | 611          | 1,48         |             |             |
|                          | Bastien Régnier          | LP (UPF)                 | DSV                      | 536          | 1,30         |             |             |
|                          | Renée Potchtovik         | LO                       | DXG                      | 412          | 1,00         |             |             |
|                          | Guillaume Cervantès      | PP                       | DVG                      | 305          | 0,74         |             |             |
|                          |                          |                          |                          |              |              |             |             |
| Votes valides            | Votes valides            | Votes valides            | Votes valides            | 41 347       | 97,64        | 38 425      | 92,64       |
| Votes blancs             | Votes blancs             | Votes blancs             | Votes blancs             | 705          | 1,66         | 2 320       | 5,59        |
| Votes nuls               | Votes nuls               | Votes nuls               | Votes nuls               | 295          | 0,70         | 734         | 1,77        |
| Total                    | Total                    | Total                    | Total                    | 42 347       | 100          | 41 479      | 100         |
| Abstention               | Abstention               | Abstention               | Abstention               | 46 774       | 52,48        | 47 644      | 53,46       |
| Inscrits / participation | Inscrits / participation | Inscrits / participation | Inscrits / participation | 89 121       | 47,52        | 89 123      | 46,54       |

#### Troisième circonscription
Député sortant : Pascal Bois (La République en marche).
| Candidat,                | Candidat,                | Parti et coalition       | Nuance                   | Premier tour | Premier tour | Second tour | Second tour |
| Candidat,                | Candidat,                | Parti et coalition       | Nuance                   | Voix         | %            | Voix        | %           |
| ------------------------ | ------------------------ | ------------------------ | ------------------------ | ------------ | ------------ | ----------- | ----------- |
|                          | Alexandre Sabatou        | LAF - RN                 | RN                       | 9 031        | 30,14        | 14 066      | 52,42       |
|                          | Valérie Labatut          | LFI (NUPES)              | NUP                      | 7 885        | 26,31        | 12 769      | 47,58       |
|                          | Pascal Bois              | LREM (ENS)               | ENS                      | 6 415        | 21,41        |             |             |
|                          | Christophe Dietrich      | LR (UDC)                 | LR                       | 3 184        | 10,63        |             |             |
|                          | Julie Roussel            | REC                      | REC                      | 1 100        | 3,67         |             |             |
|                          | Johann Lucas             | ENG (FGR)                | DVG                      | 891          | 2,97         |             |             |
|                          | Maxime Bouilly Geronimi  | PA                       | ECO                      | 708          | 2,36         |             |             |
|                          | Viridiana Grela          | LP (UPF)                 | DSV                      | 405          | 1,35         |             |             |
|                          | Roland Szpirko           | LO                       | DXG                      | 348          | 1,16         |             |             |
|                          |                          |                          |                          |              |              |             |             |
| Votes valides            | Votes valides            | Votes valides            | Votes valides            | 29 967       | 97,84        | 26 835      | 88,63       |
| Votes blancs             | Votes blancs             | Votes blancs             | Votes blancs             | 463          | 1,51         | 2 640       | 8,72        |
| Votes nuls               | Votes nuls               | Votes nuls               | Votes nuls               | 199          | 0,65         | 802         | 2,65        |
| Total                    | Total                    | Total                    | Total                    | 30 629       | 100          | 30 277      | 100         |
| Abstention               | Abstention               | Abstention               | Abstention               | 43 189       | 58,51        | 43 564      | 59,00       |
| Inscrits / participation | Inscrits / participation | Inscrits / participation | Inscrits / participation | 73 818       | 41,49        | 73 841      | 41,00       |

#### Quatrième circonscription
Député sortant : Éric Woerth (La République en marche)
| Candidat,                | Candidat,                | Parti et coalition       | Nuance                   | Premier tour | Premier tour | Second tour | Second tour |
| Candidat,                | Candidat,                | Parti et coalition       | Nuance                   | Voix         | %            | Voix        | %           |
| ------------------------ | ------------------------ | ------------------------ | ------------------------ | ------------ | ------------ | ----------- | ----------- |
|                          | Éric Woerth              | LREM (ENS)               | ENS                      | 12 044       | 27,00        | 21 201      | 54,35       |
|                          | Audrey Havez             | RN                       | RN                       | 10 772       | 24,15        | 17 808      | 45,65       |
|                          | Mohamed Assamti          | LFI (NUPES)              | NUP                      | 7 883        | 17,67        |             |             |
|                          | Arnaud Dumontier         | LR (UDC)                 | LR                       | 5 950        | 13,34        |             |             |
|                          | Laurent Meeschaert       | REC                      | REC                      | 2 713        | 6,08         |             |             |
|                          | Sophie Reynal            | AC (ÉMP)                 | DVC                      | 2 583        | 5,79         |             |             |
|                          | Thierry Bedossa          | PA                       | ECO                      | 1 018        | 2,28         |             |             |
|                          | Pierre da Silva Moreira  | DLF (UPF)                | DSV                      | 603          | 1,35         |             |             |
|                          | Caroline Dasini          | LO                       | DXG                      | 475          | 1,06         |             |             |
|                          | Frédéric Fabre           | PDF                      | DXD                      | 208          | 0,47         |             |             |
|                          | Noël Ngabissio           | SE                       | ECO                      | 188          | 0,42         |             |             |
|                          | Xavier Bassinot          | SE                       | DVD                      | 140          | 0,31         |             |             |
|                          | Loïc Landwerlin          | RS (LRDP)                | DSV                      | 25           | 0,06         |             |             |
|                          |                          |                          |                          |              |              |             |             |
| Votes valides            | Votes valides            | Votes valides            | Votes valides            | 44 602       | 98,05        | 39 009      | 91,57       |
| Votes blancs             | Votes blancs             | Votes blancs             | Votes blancs             | 680          | 1,49         | 2 709       | 6,36        |
| Votes nuls               | Votes nuls               | Votes nuls               | Votes nuls               | 209          | 0,46         | 882         | 2,07        |
| Total                    | Total                    | Total                    | Total                    | 45 491       | 100          | 42 600      | 100         |
| Abstention               | Abstention               | Abstention               | Abstention               | 48 056       | 51,37        | 50 976      | 54,48       |
| Inscrits / participation | Inscrits / participation | Inscrits / participation | Inscrits / participation | 93 547       | 48,63        | 93 576      | 45,52       |

#### Cinquième circonscription
Député sortant : Pierre Vatin (Les Républicains).
| Candidat,                | Candidat,                | Parti et coalition       | Nuance                   | Premier tour | Premier tour | Second tour | Second tour |
| Candidat,                | Candidat,                | Parti et coalition       | Nuance                   | Voix         | %            | Voix        | %           |
| ------------------------ | ------------------------ | ------------------------ | ------------------------ | ------------ | ------------ | ----------- | ----------- |
|                          | Myriam Lamzoudi          | RN                       | RN                       | 8 362        | 24,44        | 12 399      | 40,22       |
|                          | Pierre Vatin             | LR (UDC)                 | LR                       | 7 935        | 23,19        | 18 430      | 59,78       |
|                          | Luc Blanchard            | EELV (NUPES)             | NUP                      | 7 298        | 21,33        |             |             |
|                          | Etienne Diot             | LREM (ENS)               | ENS                      | 6 860        | 20,05        |             |             |
|                          | Clary Langlois-Meurinne  | REC                      | REC                      | 1 677        | 4,90         |             |             |
|                          | Régine Harray Cohen      | PA                       | ECO                      | 1 029        | 3,01         |             |             |
|                          | Hélène Becherini         | LO                       | DXG                      | 548          | 1,60         |             |             |
|                          | Augusto Fernandes        | DLF (UPF)                | DSV                      | 503          | 1,47         |             |             |
|                          |                          |                          |                          |              |              |             |             |
| Votes valides            | Votes valides            | Votes valides            | Votes valides            | 34 212       | 98,44        | 30 829      | 93,80       |
| Votes blancs             | Votes blancs             | Votes blancs             | Votes blancs             | 391          | 1,13         | 1 576       | 4,79        |
| Votes nuls               | Votes nuls               | Votes nuls               | Votes nuls               | 152          | 0,44         | 463         | 1,41        |
| Total                    | Total                    | Total                    | Total                    | 34 755       | 100          | 32 868      | 100         |
| Abstention               | Abstention               | Abstention               | Abstention               | 38 567       | 52,60        | 40 467      | 55,18       |
| Inscrits / participation | Inscrits / participation | Inscrits / participation | Inscrits / participation | 73 322       | 47,40        | 73 335      | 44,82       |

#### Sixième circonscription
Député sortant : Carole Bureau-Bonnard (La République en marche).
| Candidat,                | Candidat,                | Parti et coalition       | Nuance                   | Premier tour | Premier tour | Second tour | Second tour |
| Candidat,                | Candidat,                | Parti et coalition       | Nuance                   | Voix         | %            | Voix        | %           |
| ------------------------ | ------------------------ | ------------------------ | ------------------------ | ------------ | ------------ | ----------- | ----------- |
|                          | Michel Guiniot           | RN                       | RN                       | 10 322       | 28,62        | 17 135      | 52,57       |
|                          | Carole Bureau-Bonnard    | LREM (ENS)               | ENS                      | 7 875        | 21,84        | 15 458      | 47,43       |
|                          | Florian Dumoulin         | PS (NUPES)               | NUP                      | 6 475        | 17,95        |             |             |
|                          | Anne-Sophie Fontaine     | LR (UDC)                 | LR                       | 5 133        | 14,23        |             |             |
|                          | Marc-Antoine Brekiesz    | LC                       | DVD                      | 2 013        | 5,58         |             |             |
|                          | Guy-Eric Imbert          | REC                      | REC                      | 1 658        | 4,60         |             |             |
|                          | Elisa Escherich          | EAC                      | ECO                      | 857          | 2,38         |             |             |
|                          | Nicole Iung              | PA                       | ECO                      | 637          | 1,77         |             |             |
|                          | Véronique Rogez          | DLF (UPF)                | DSV                      | 571          | 1,58         |             |             |
|                          | Jean-Marc Iskin          | LO                       | DXG                      | 522          | 1,45         |             |             |
|                          |                          |                          |                          |              |              |             |             |
| Votes valides            | Votes valides            | Votes valides            | Votes valides            | 36 063       | 97,94        | 32 593      | 92,02       |
| Votes blancs             | Votes blancs             | Votes blancs             | Votes blancs             | 570          | 1,55         | 2 227       | 6,29        |
| Votes nuls               | Votes nuls               | Votes nuls               | Votes nuls               | 187          | 0,51         | 598         | 1,69        |
| Total                    | Total                    | Total                    | Total                    | 36 820       | 100          | 35 418      | 100         |
| Abstention               | Abstention               | Abstention               | Abstention               | 39 064       | 51,48        | 40 479      | 53,33       |
| Inscrits / participation | Inscrits / participation | Inscrits / participation | Inscrits / participation | 75 884       | 48,52        | 75 897      | 46,67       |

#### Septième circonscription
Député sortant : Maxime Minot (Les Républicains).
| Candidat,                | Candidat,                | Parti et coalition       | Nuance                   | Premier tour | Premier tour | Second tour | Second tour |
| Candidat,                | Candidat,                | Parti et coalition       | Nuance                   | Voix         | %            | Voix        | %           |
| ------------------------ | ------------------------ | ------------------------ | ------------------------ | ------------ | ------------ | ----------- | ----------- |
|                          | Loïc Pen                 | PCF (NUPES)              | NUP                      | 9 275        | 26,56        | 14 058      | 43,26       |
|                          | Maxime Minot             | LR (UDC)                 | LR                       | 9 191        | 26,32        | 18 442      | 56,74       |
|                          | Tristan Szyszka          | RN                       | RN                       | 8 745        | 25,05        |             |             |
|                          | Ophélie Van Elsuwe       | H (ENS)                  | ENS                      | 4 845        | 13,88        |             |             |
|                          | Florence Italiani        | REC                      | REC                      | 1 154        | 3,31         |             |             |
|                          | Agnès Boillet            | PA                       | ECO                      | 713          | 2,04         |             |             |
|                          | Agnès Dingival           | LO                       | DXG                      | 546          | 1,56         |             |             |
|                          | Daniel Roul              | DLF (UPF)                | DSV                      | 447          | 1,28         |             |             |
|                          |                          |                          |                          |              |              |             |             |
| Votes valides            | Votes valides            | Votes valides            | Votes valides            | 34 916       | 98,21        | 32 500      | 94,31       |
| Votes blancs             | Votes blancs             | Votes blancs             | Votes blancs             | 447          | 1,26         | 1 413       | 4,10        |
| Votes nuls               | Votes nuls               | Votes nuls               | Votes nuls               | 191          | 0,54         | 548         | 1,59        |
| Total                    | Total                    | Total                    | Total                    | 35 554       | 100          | 34 461      | 100         |
| Abstention               | Abstention               | Abstention               | Abstention               | 41 287       | 53,73        | 42 406      | 55,17       |
| Inscrits / participation | Inscrits / participation | Inscrits / participation | Inscrits / participation | 76 841       | 46,27        | 76 867      | 44,83       |